# ET 42
De producción soviética, la ET 42 es la locomotora de carga (En ET, la E significa 'eléctrica' y la T significa 'de carga' — en polaco son 'elektryczna' y 'towarowa', respectivamente) eléctrica más potente de PKP (Ferrocarriles Nacionales Polacos). Debido a su procedencia, la ET 42 está frecuentemente llamado por su apodo de rusek (la despectiva palabra polaca por un ruso) o Chapayev, por Vasily Ivanovich Chapayev (ruso: Василий Иванович Чапаев) un héroe soviético de guerra.

## Descripción
La construcción de la locomotora se basa en la de las locomotoras soviéticas ВЛ 10 y ВЛ 11 y se caracteriza de una construcción sencilla, pero al mismo tiempo fiable y fácil en su explotación. La ET 42 fue diseñada como locomotora de dos secciones, a diferencia con las locomotoras restantes que son explotados por PKP, como ET 40 y ET 41. Consecuentemente no existe "versión sola" de ET 42 y tampoco se puede modificar una sección como locomotora independiente. La disposición de ejes según la clasificación UIC es Bo'Bo'+Bo'Bo'. Gracias al hecho que no hay espacios vacíos por cabinas, la ET 42 es más corta que las otras construcciones basadas en locomotoras solas. La ET 42 tiene equipamiento para calentar vagones que le permite llevar trenes de pasajeros. 

## Explotación
En los años 1978-1982 PKP compró 50 locomotoras, que fueron producidas en la fábrica NEVZ de la ciudad soviética de Novotcherkassk (Новочеркасск). La función principal de la ET 42 es llevar los trenes de carbón más pesados (hasta de 4000 toneladas) por las vías de Silesia a los puertos de Gdansk y Gdynia.
Cuatro locomotoras ya no están en el inventario de PKP: ET 42-003, ET 42-033, ET 42-043, ET 42-045. ET 42-003 se destruyó en un accidente de ferrocarril.

## Bibliografía

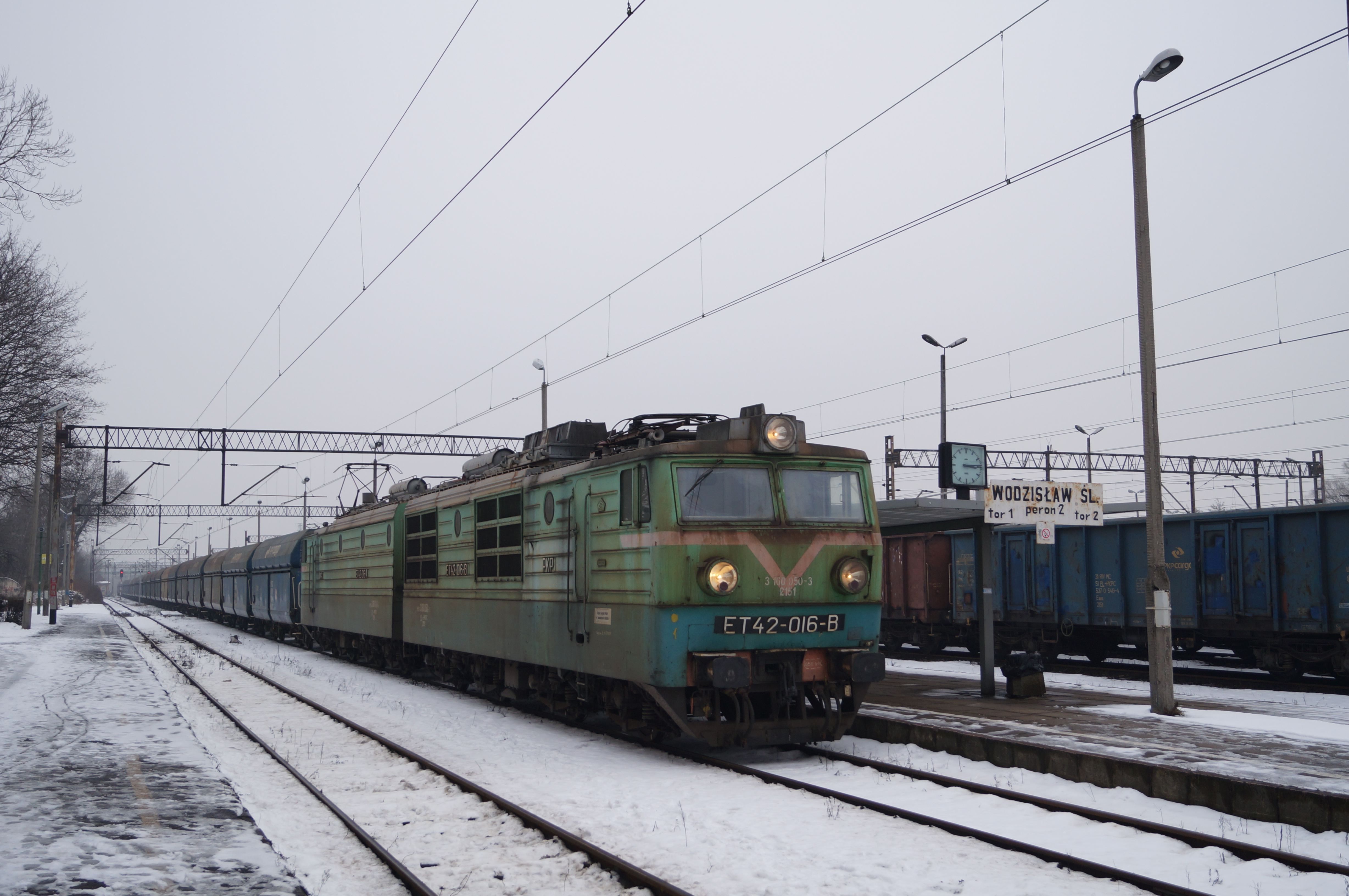
ET42-016 con vagóns en Wodzisław Śląski